# Peter Farrelly
Peter John Farrelly (Phoenixville, 1956. december 17. –) Oscar- és Golden Globe-díjas amerikai forgatókönyvíró, filmrendező, producer és regényíró.
Elsőként öccsével, Bobbyval közös rendezéseiről vált ismertté (lásd Farrelly testvérek). Olyan (romantikus) filmvígjátékok fűződnek a nevükhöz, mint a Dumb és Dumber – Dilibogyók (1994), a Keresd a nőt! (1998), az Én és én meg az Irén (2000), A nagyon nagy Ő (2001) és az Agyő, nagy ő! (2007).
2018-ban társíróként és rendezőként vett részt a Zöld könyv – Útmutató az élethez című filmvígjáték-dráma elkészítésében. Farrelly megnyerte a legjobb filmnek és a legjobb eredeti forgatókönyvnek járó Oscart, továbbá a legjobb vígjátéknak és a legjobb forgatókönyvnek járó Golden Globe-díjat.

## Filmográfia

### Film
Bobbyval közös filmjei
| Év   | Magyar cím                        | Eredeti cím                                   | Feladatkör | Feladatkör | Feladatkör |
| Év   | Magyar cím                        | Eredeti cím                                   | Rendező    | Író        | Producer   |
| ---- | --------------------------------- | --------------------------------------------- | ---------- | ---------- | ---------- |
| 1994 | Dumb és Dumber – Dilibogyók       | Dumb and Dumber                               | Igen       | Igen       | Nem        |
| 1996 | Tökös tekés                       | Kingpin                                       | Igen       | Nem        | Nem        |
| 1998 | Keresd a nőt!                     | There's Something About Mary                  | Igen       | Igen       | Igen       |
| 1999 | Jótanácsok kamaszoknak            | Outside Providence                            | Nem        | Igen       | Igen       |
| 2000 | Én és én meg az Irén              | Me, Myself & Irene                            | Igen       | Igen       | Igen       |
| 2001 | Húgom, nem húgom                  | Say It Isn't So                               | Nem        | Igen       | Nem        |
| 2001 | Ozmózis Jones – A belügyi nyomozó | Osmosis Jones                                 | Igen       | Nem        | Igen       |
| 2001 | A nagyon nagy Ő                   | Shallow Hal                                   | Igen       | Igen       | Igen       |
| 2003 | Túl közeli rokon                  | Stuck on You                                  | Igen       | Igen       | Igen       |
| 2005 | Szívem csücskei                   | Fever Pitch                                   | Igen       | Nem        | Nem        |
| 2005 | A pofátlan                        | The Ringer                                    | Nem        | Nem        | Igen       |
| 2007 | Agyő, nagy ő!                     | The Heartbreak Kid                            | Igen       | Igen       | Nem        |
| 2011 | Elhajlási engedély                | Hall Pass                                     | Igen       | Igen       | Igen       |
| 2012 | A dilis trió                      | The Three Stooges                             | Igen       | Igen       | Igen       |
| 2014 | Dumb és Dumber kettyó             | Dumb and Dumber To                            | Igen       | Igen       | Igen       |
| 2015 |                                   | Dodge Law: Speak No Evil (rövidfilm / reklám) | Igen       | Nem        | Nem        |

Önálló filmjei
| Év   | Magyar cím                             | Eredeti cím                | Feladatkör | Feladatkör | Feladatkör | Megjegyzések                                       |
| Év   | Magyar cím                             | Eredeti cím                | Rendező    | Író        | Producer   | Megjegyzések                                       |
| ---- | -------------------------------------- | -------------------------- | ---------- | ---------- | ---------- | -------------------------------------------------- |
| 2013 | Movie 43: Botrányfilm                  | Movie 43                   | Igen       | Nem        | Igen       | A csúcspont, A fogás, Felelsz vagy mersz? szegmens |
| 2018 | Zöld könyv – Útmutató az élethez       | Green Book                 | Igen       | Igen       | Igen       |                                                    |
| 2022 | Minden idők legelképesztőbb sörfuvarja | The Greatest Beer Run Ever | Igen       | Igen       | Nem        |                                                    |
| 2024 | Ricky Stanicky                         | Ricky Stanicky             | Igen       | Igen       | Nem        |                                                    |

### Televízió
| Év        | Cím           | Feladatkör | Feladatkör | Feladatkör | Megjegyzések |
| Év        | Cím           | Rendező    | Író        | Producer   | Megjegyzések |
| --------- | ------------- | ---------- | ---------- | ---------- | ------------ |
| 2003      | Blitt Happens | Igen       | Igen       | Nem        | próbaepizód  |
| 2008      | Unhitched     | Igen       | Nem        | Nem        | 1 epizód     |
| 2015      | Cuckoo        | Igen       | Nem        | Nem        | tévéfilm     |
| 2017–2021 | Loudermilk    | Igen       | Igen       | Igen       | 3 epizód     |
| 2021      | The Now       | Igen       | Igen       | Nem        |              |
| 2023      | Lucky Hank    | Igen       | Nem        | Igen       |              |

## Fontosabb díjak és jelölések
Movie 43: Botrányfilm (2013)
| Díj             | Kategória           | Eredmény |
| --------------- | ------------------- | -------- |
| Arany Málna díj | Legrosszabb film    | Elnyerte |
| Arany Málna díj | Legrosszabb rendező | Elnyerte |

Zöld könyv – Útmutató az élethez (2018)
| Díj              | Kategória                            | Eredmény |
| ---------------- | ------------------------------------ | -------- |
| Oscar-díj        | Legjobb film                         | Elnyerte |
| Oscar-díj        | Legjobb eredeti forgatókönyv         | Elnyerte |
| BAFTA-díj        | Legjobb film                         | Jelölve  |
| BAFTA-díj        | Legjobb eredeti forgatókönyv         | Jelölve  |
| Golden Globe-díj | Legjobb film (musical vagy vígjáték) | Elnyerte |
| Golden Globe-díj | Legjobb rendező                      | Jelölve  |
| Golden Globe-díj | Legjobb forgatókönyv                 | Elnyerte |
| Arany Málna díj  | Arany Málna-megváltó díj             | Jelölve  |

## Fordítás
- Ez a szócikk részben vagy egészben  a   Peter Farrelly című angol Wikipédia-szócikk ezen változatának fordításán alapul.  Az eredeti cikk szerkesztőit annak laptörténete sorolja fel. Ez a jelzés csupán a megfogalmazás eredetét és a szerzői jogokat jelzi, nem szolgál a cikkben szereplő információk forrásmegjelöléseként.